# Francisco Pacheco (Velázquez)
El Retrato de caballero, supuesto retrato de Francisco Pacheco, fue pintado en fecha incierta por Velázquez, señalándose como fecha límite el año 1623, cuando en razón de las medidas contra el exceso en el lujo adoptadas por Felipe IV se prohibió el empleo de lechuguillas o gorgueras en el vestuario masculino. El cuadro procede del Palacio de la Granja de San Ildefonso donde en 1746 se inventarió como obra de Tintoretto, ingresando ya con atribución a Velázquez en el Museo del Prado de Madrid al crearse la pinacoteca en  1819.

## Descripción del cuadro
El cuadro responde a convenciones propias del retrato, representando un busto de caballero mirando de frente sobre un fondo neutro, vestido de negro y con cuello grande de encaje. Algunos toques de luz, con los que repasa el retrato una vez acabado, por ejemplo en la punta de la nariz, es un rasgo característico del modo de hacer de Velázquez, que repetirá en obras posteriores. La preparación del lienzo no se corresponde con la técnica empleada por Velázquez en sus obras sevillanas y tampoco es exactamente la empleada en las obras realizadas ya en Madrid, por lo que la fecha más probable de ejecución puede ser 1622, entre el primero y el segundo de los viajes a la corte, relacionándose estilísticamentre con el Retrato de Luis de Góngora también de ese momento.
Allende-Salazar propuso en 1625 identificar al personaje representado como Francisco Pacheco, maestro y suegro de Velázquez, siendo seguido en esa interpretación por otros especialistas, si bien Jonathan Brown, entre otros, la descarta alegando la falta de pruebas. Javier Portús recuperó en 1999 aquella identificación, admitida en el Museo del Prado, al apreciar semejanzas con el autorretrato de Pacheco en el reaparecido Juicio Final del Museo de Castres, del que el maestro de Velázquez hizo una extensa descripción en el Arte de la Pintura, pero también cabe advertir que en aquel escrito Pacheco no hizo alusión en ningún momento a retratos suyos pintados por su yerno, en tanto hablaba con cierto detalle del retrato de Góngora y del autorretrato de Velázquez que él tenía.